# Operace Avak

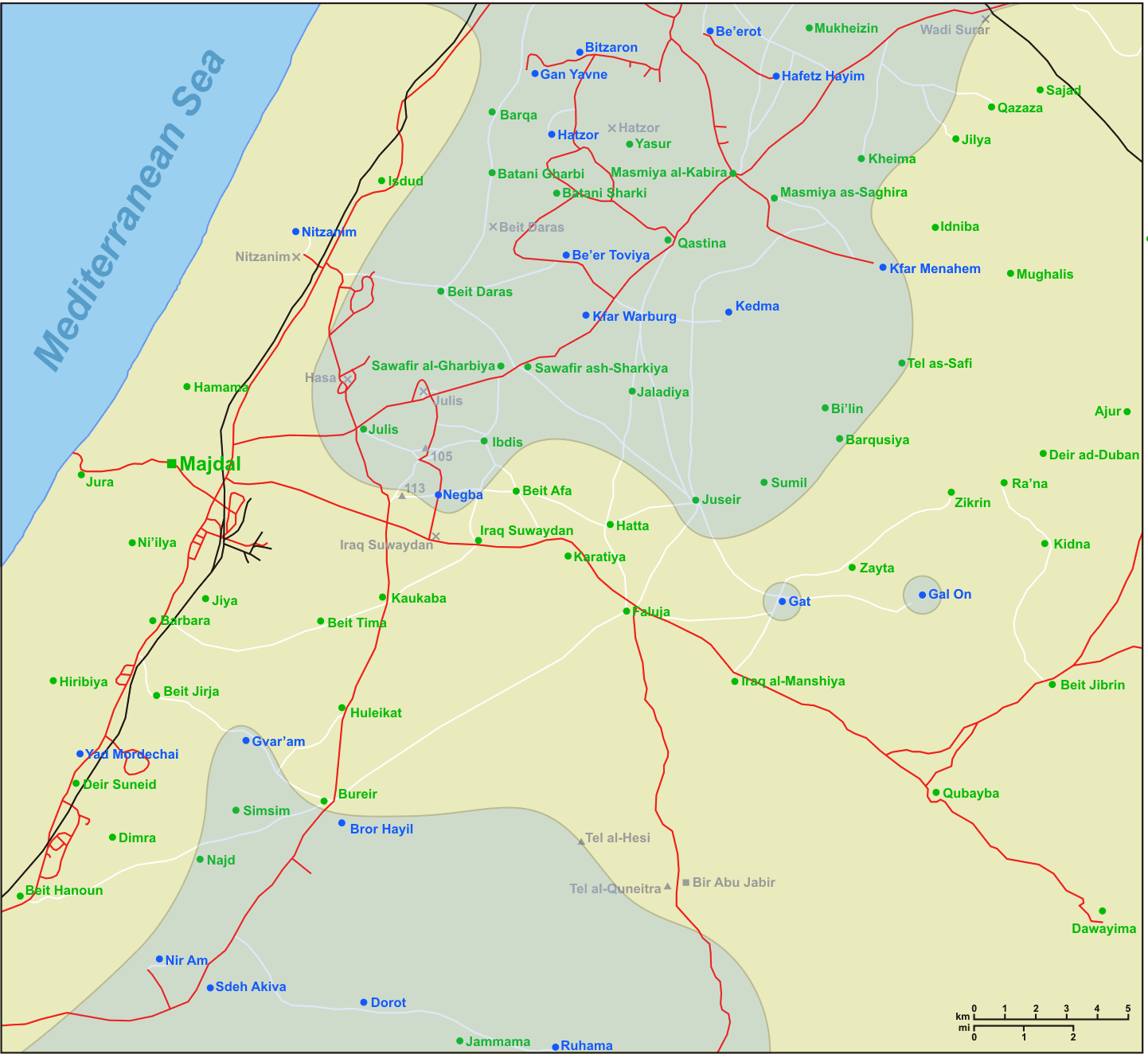
Izraelská frontová linie na severu Negevu k 15.-16. červenci 1948 (tmavší plocha) po skončení Operace An-Far a na začátku Operace Mavet la-poleš, uprostřed egyptský koridor (světlejší plocha)

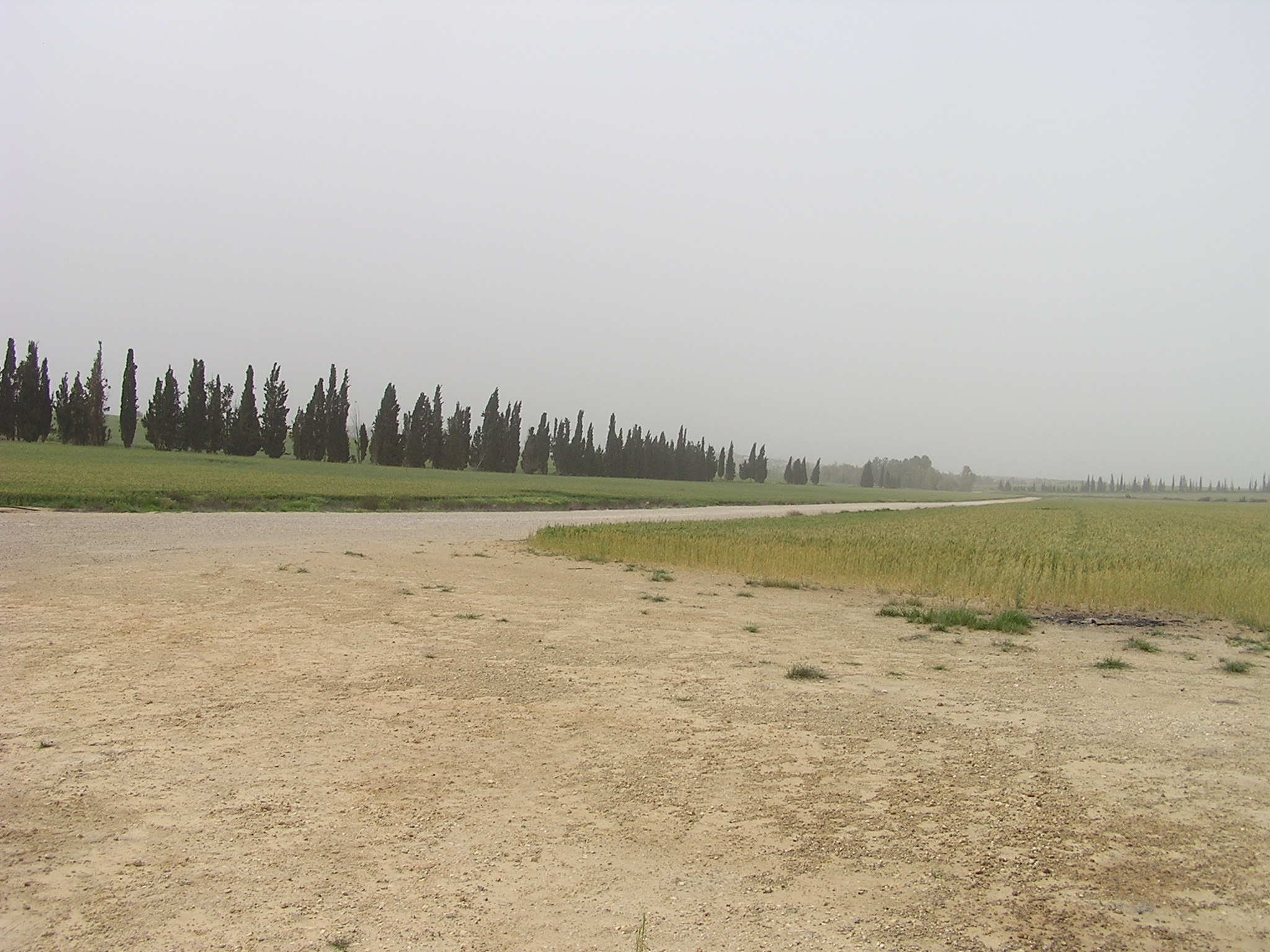
Letiště Avak 1 využívané během Operace Avak poblíž židovské vesnice Ruchama

Operace Avak (hebrejsky: מבצע אבק, Mivca Avak, doslova Operace Prach) byla vojenská akce izraelské armády prováděná od srpna do října 1948 během první arabsko-izraelské války. Jejím cílem bylo zajistit letecké zásobování židovských vesnic v Negevské poušti, odříznutých od Izraele pozemním koridorem egyptské armády v okolí města al-Faludža (dnes na jeho místě stojí židovské město Kirjat Gat). Akce byla úspěšná.

## Dobové souvislosti
V polovině července 1948 vstoupilo v platnost druhé příměří. Izrael během předchozích deseti dnů přešel do mohutné ofenzívy, během takzvaných Bitev deseti dnů, ovládl města Nazaret, Lod, Ramla a rozšířil značně své území. Nepodařilo se mu ale podstatně změnit situaci na jihu státu, kde izraelská Operace An-Far ani Operace Mavet la-poleš nedokázala zlikvidovat západovýchodní egyptský koridor mezi městy Madždal a Bajt Džibrin. O průlom se Izrael pokoušel ještě v rámci Operace GJS, která měla spíše logistický charakter a snažila se v rámci příměří etablovat běžný silniční provoz izraelských konvojů napříč egyptským koridorem. Tento cíl ale selhal a občasné pozemní průniky skrz egyptské frontové linie nestačily pro zásobování židovských osad na jihu státu.

## Průběh operace
18. srpna 1948 se konala porada, které se zúčastnil David Ben Gurion, Izraelské vojenské letectvo i generální štáb izraelské armády. Bylo rozhodnuto o spuštění trvalého masivního leteckého mostu na jih státu s kapacitou 60-80 tun za noc. Jako přistávací plocha bylo zvoleno okolí osady Ruchama, které bylo během pěti dnů upraveno do podoby provizorního letiště o délce přistávací dráhy 1180 metrů a šířce 35 metrů. Letiště bylo nazváno Avak 1. Okolí letiště ovládala Negevská brigáda, ale nedaleko se nacházely arabské síly v Abu Džaber. Egypťané se pokusili provoz letiště narušit a v září 1948 došlo v okolí k vojenským střetům. Později bylo proto zřízeno i druhé letiště Avak 2 dále od nepřátelských linií. To začalo fungovat 10. října 1948. Operace byla úspěšná a dokázala zásobovat odříznuté židovské osady až do podzimní ofenzívy (Operace Jo'av), kdy byl egyptský koridor prolomen. Do 21. října bylo leteckým mostem dopraveno při 417 letech 2495 tun materiálu a 5098 pasažérů. Šlo o dodávky potravin i zbraní. Paralelně s ní probíhala Operace Egrof, při níž tatáž letadla místo přepravy materiálu a osob prováděla improvizované nálety na egyptské pozice.